# Echymipera
Echymipera é um gênero marsupial da família Peramelidae. Pode ser encontrado na Austrália, Nova Guiné, e diversas ilhas, incluindo: Ilhas Trobriand, Ilhas D'Entrecasteaux, Ilhas Aru, Ilhas Kai, Arquipélago de Bismarck, Ilhas da Baía de Geelvink e Ilhas da Papua Ocidental.

## Espécies
- Echymipera clara Stein, 1932 - Bandicoot-espinhoso-de-clara
- Echymipera davidi Flannery, 1990 - Bandicot-espinhoso-de-david
- Echymipera echinista Menzies, 1990 - Bandicoot-espinhoso-de-menzies
- Echymipera kalubu (Fischer, 1829) - Bandicoot-espinhoso-comum
- Echymipera rufescens (Peters e Doria, 1875) - Bandicoot-espinhoso-de-focinho-comprido